# Gerd Ritgen
Gerd Ritgen (* 6. Januar 1910 in Wormeln; † 7. Juli 1998 in Bad Wildungen) war ein deutscher Landwirt und Politiker (CDU).

## Leben und Beruf
Ritgen wurde als Sohn eines Landwirts geboren. Nach dem Abitur am Gymnasium 1929 absolvierte er zunächst eine landwirtschaftliche Lehre. Anschließend nahm er ein Studium der Landwirtschaft in München und Berlin auf, hier wurde er aktives Mitglied der katholischen Studentenverbindung Burgundia, jetzt KStV Askania-Burgundia Berlin im KV. 1934 machte er sein Examen als Diplom-Landwirt und promovierte zum Dr. agr. in Bonn. Danach arbeitete er im Bereich der Vieh- und Fleischwirtschaft. Am 14. August 1937 beantragte er die Aufnahme in die NSDAP und wurde rückwirkend zum 1. Mai desselben Jahres aufgenommen (Mitgliedsnummer 4.613.325). Er nahm seit 1941 als Soldat am Zweiten Weltkrieg und geriet 1944 in Gefangenschaft, aus der er 1946 entlassen wurde.
Ritgen war 1947/48 beim Landesernährungsamt in Düsseldorf beschäftigt und wurde 1949 als praktischer Landwirt im elterlichen Betrieb, dem Klostergut Wormeln, tätig. Ferner war er Aufsichtsratsvorsitzender der Molkereigenossenschaft Warburg-Rimbeck und der Zuckerfabrik Warburg AG. Darüber hinaus war er Vorsitzender der Vereinigung der Saatgutvermehrerorganisation Westfalen-Lippe, der Arbeitsgemeinschaft für Saatgutvermehrung in Frankfurt am Main und des Landesmarktverbandes für Vieh und Fleisch Nordrhein-Westfalen. Von 1963 bis 1985 fungierte er als Vorsitzender des Bundesverbandes Deutscher Saatguterzeuger.

## Politische Ämter
- 1952 bis 1975 Ratsmitglied der CDU der Gemeinde Wormeln.
- 1962 ff Vorsitzender des Agrarausschusses der CDU Westfalen-Lippe.
- 1952 bis 1956 Kreistagsmitglied des Kreises Warburg.
- 1956 bis 1969 Amtsbürgermeister des Amtes Warburg-Land.
- 1965 bis 1976 Mitglied des Deutschen Bundestages, (1965–1969 und 1972–1976 über die Landesliste Nordrhein-Westfalen, 1969–1972 über ein Direktmandat über den Wahlkreis Höxter).